# NGC 6792
NGC 6792 (również PGC 63096 lub UGC 11429) – galaktyka spiralna z poprzeczką (SBb), znajdująca się w gwiazdozbiorze Lutni. Odkrył ją J. Gerhard Lohse w 1886 roku.